# Aeschynanthus longiflorus
Aeschynanthus longiflorus là một loài thực vật có hoa trong họ Tai voi. Loài này được (Blume) A.DC. mô tả khoa học đầu tiên năm 1845.